# アグテレク

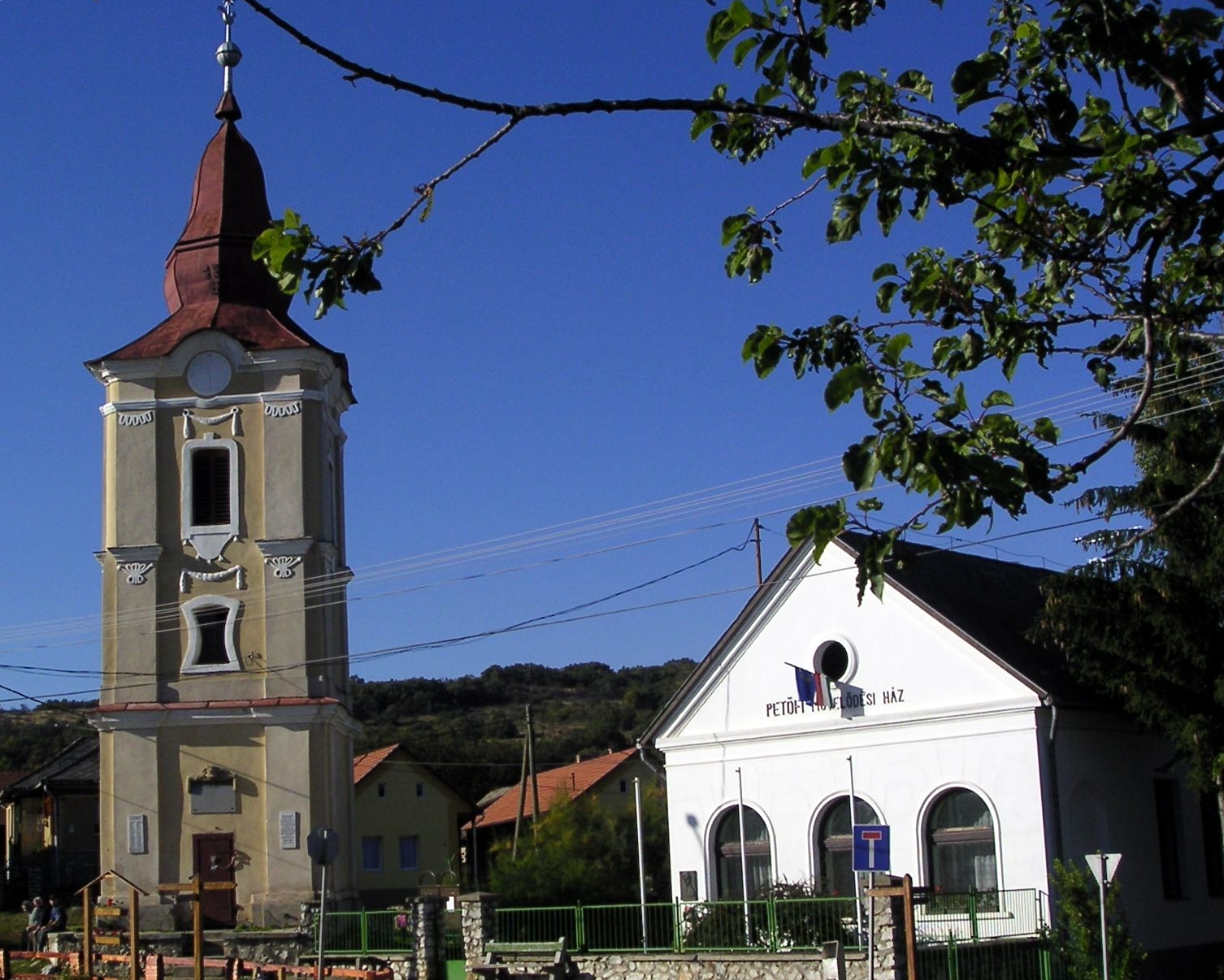
アグテレクの町

アグテレク（Aggtelek）は、ハンガリー北東部ボルショド・アバウーイ・ゼンプレーン県の村。アッグテレクとも表記する。人口154人（2001年ハンガリー国勢調査）。
スロヴァキアとの国境に位置し、ハンガリー北東部の都市ミシュコルツから、車で1時間弱。
ハンガリーのアグテレク国立公園に位置する。この村にある鍾乳洞を中心に拡がるアグテレク・カルストは、国境をまたいで位置するスロヴァキア・カルストとあわせて、1995年にユネスコの世界遺産に登録されている。
この村から入る鍾乳洞（バラドラ鍾乳洞、Baradla-barlang）は、18世紀以来、観光洞窟として有名で、地下にスロヴァキアとの国境がある。